# Davidius zallorensis
Davidius zallorensis är en trollsländeart. Davidius zallorensis ingår i släktet Davidius och familjen flodtrollsländor. IUCN kategoriserar arten globalt som otillräckligt studerad.

## Underarter
Arten delas in i följande underarter:
- D. z. delineatus
- D. z. zallorensis